# توفند اقیانوس آرام

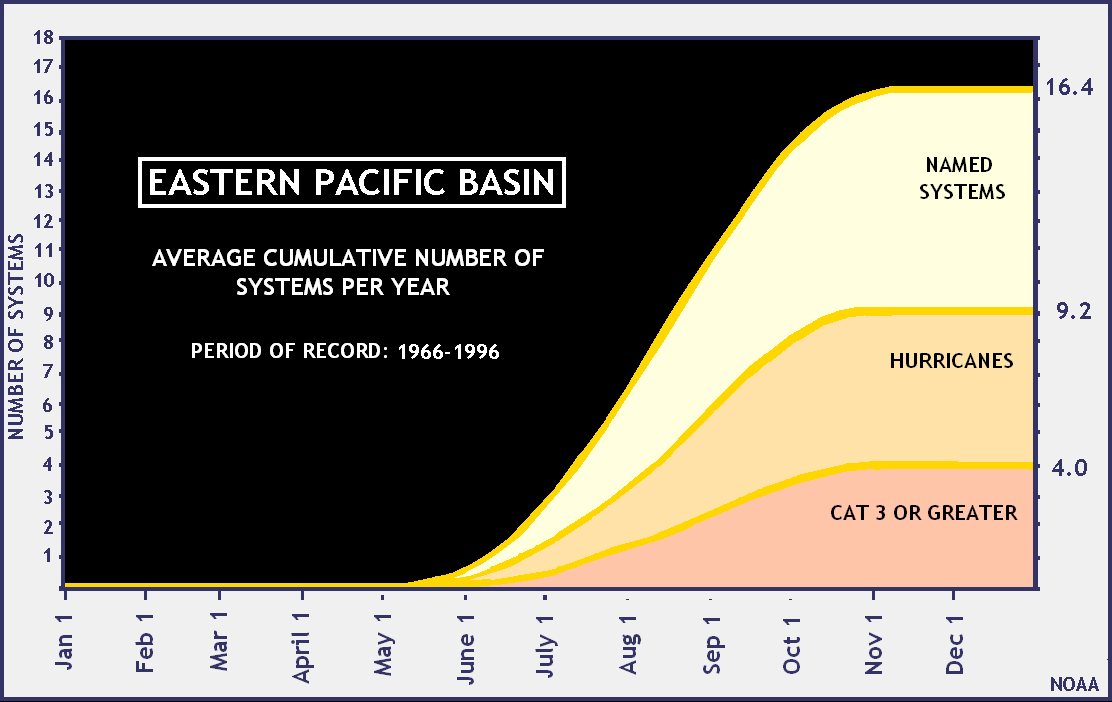
میانگین تجمعی تعداد چرخندهای حاره‌ای در اقیانوس آرام شمالی

توفند اقیانوس آرام (انگلیسی: Pacific hurricane)، نوعی چرخند حاره‌ای است که در شمال شرقی و مرکزی اقیانوس آرام در شرق نصف‌النهار ۱۸۰ درجه غربی، در شمال استوا شکل گرفته و گسترش می‌یابد. برای اهداف هشدار چرخند حاره‌ای، شمال اقیانوس آرام به سه منطقه تقسیم شده است: بخش شرقس (آمریکای شمالی تا ۱۴۰ درجه غربی)، بخش مرکزی (۱۴۰ درجه غربی تا ۱۸۰ درجه) و بخش غربی (۱۸۰ درجه تا ۱۰۰ درجه شرقی). اقیانوس آرام جنوبی نیز به ۲ بخش تقسیم شده است: منطقه استرالیا (۹۰ درجه شرقی تا ۱۶۰ درجه شرقی) و حوضه اقیانوس آرام جنوبی بین ۱۶۰ درجه شرقی تا ۱۲۰ درجه غربی. پدیده‌های مشابه در غرب اقیانوس آرام شمالی، تیفون نامیده می‌شوند. این جداسازی بین دو حوضه اقیانوس آرام برای سهولت در کاربرد عملی است، چون چرخندهای حاره‌ای به ندرت در شمال اقیانوس آرام مرکزی به دلیل چینش باد عمودی زیاد شکل می‌گیرند و تعداد کمی از این چرخندها از خط روزگردان عبور می‌کنند.

## اقلیم‌شناسی
حضور نیمه‌دائمی مرکز پرفشاری در شرق اقیانوس آرام که به نام پرفشار آرام شمالی شناخته می‌شود، یک عامل غالب در تشکیل چرخندهای حاره‌ای در زمستان است، از سوی دیگر پرفشار آرام به دلیل ایجاد چینش باد، باعث ایجاد شرایط محیطی نامطلوب برای تشکیل چرخند حاره‌ای می‌شود. اثرات آن در حوضه مرکزی اقیانوس آرام معمولاً مربوط به دور نگه داشتن چرخندها از جزایر هاوایی است. به‌دلیل جهت رو به غرب بادهای بسامان، توفندهای اقیانوس آرام به ندرت به سمت شرق حرکت می کند، مگر اینکه توسط یک ناوه برگشته باشند. عامل دومی که از تشکیل چرخندهای حاره‌ای در طول زمستان جلوگیری می‌کند، وجود یک مرکز کم‌فشار نیمه‌دائمی به‌نام کم‌فشار الیوتی بین ماه‌های ژانویه و آوریل است. حضور آن در غرب کانادا و شمال غربی ایالات متحده به وقوع بارندگی در این منطقه در آن مدت کمک می‌کند. علاوه بر این، اثرات این مرکز کم‌فشار در اقیانوس آرام مرکزی نزدیک به نصف‌النهار ۱۶۰ درجه غربی باعث ایجاد امواج حاره‌ای می‌شود که در این منطقه شکل می‌گیرند تا به سمت شمال به سمت خلیج آلاسکا حرکت کرده و پراکنده می‌شوند. عقب‌نشینی این کم‌فشار به پرفشار اقیانوس آرام اجازه می‌دهد تا به سمت اقیانوس آرام مرکزی نیز عقب‌نشینی کند و محیطی گرم و مرطوب را در پی آن باقی می‌گذارد. منطقه همگرایی درون‌حاره‌ای در اواسط ماه مه، همزمان با آغاز فصل توفند شرق اقیانوس آرام در ۱۵ مه، با حرکت به سمت شمال به شرق اقیانوس آرام می‌آید و اجازه تشکیل امواج حاره‌ای اولیه را می‌دهد.

## توفندها بر پایه ماه
| ۲۵ ۵۰ ۷۵ ۱۰۰ ۱۲۵ ۱۵۰ Jan Feb Mar Apr May Jun Jul Aug Sep Oct Nov Dec - رده ۵ - رده ۴ - رده ۳ - رده ۲ - رده ۱ - توفان حاره‌ای - وافشار حاره‌ای |